# ゲラッポ・ダンストレイン
「ゲラッポ・ダンストレイン」は、キング・クリームソーダの3枚目のシングル。2015年4月29日にFRAMEから発売された。
テレビ東京系アニメ『妖怪ウォッチ』オープニングテーマ。ニンテンドー3DSのゲームソフト『妖怪ウォッチ2 真打』のオープニングテーマに使用され、ゲーム中の真バスターズの日ノ神のテーマとして当時の子供が嫌なほど聞いた楽曲である。

## 収録曲
全作詞：motsu、作曲：菊谷知樹
CD
1. ゲラッポ・ダンストレイン (4:27)
2. ダン・ダン ドゥビ・ズバー! <キング・クリームソーダ バージョン> (4:50)
3. ゲラッポ・ダンストレイン（オリジナル・カラオケ）(4:27)
4. ダン・ダン ドゥビ・ズバー! <キング・クリームソーダ バージョン>（オリジナル・カラオケ）(4:49)

DVD
1. ゲラッポ・ダンストレイン（ミュージック・ビデオ）
2. ゲラッポ・ダンストレイン（振りビデオ）
3. ゲラッポ・ダンストレイン（アニメ オープニングバージョン）